# Орлова, Галина Петровна
Гали́на Петро́вна Орло́ва (17 января 1949 — 18 декабря 2015) — советская киноактриса.

## Биография
Окончила актёрский факультет ВГИКа в 1972 году. Жена кинодраматурга Александра Миндадзе. С мужем познакомилась во ВГИКе, где он учился на сценариста.
В браке родились две дочери: Екатерина Шагалова — режиссёр и Нина Миндадзе — художник.
Похоронена на Троекуровском кладбище.

## Фильмография
1. 1965 — Одесские каникулы — Вика
2. 1971 — Весенняя сказка — Купава
3. 1972 — Цирк зажигает огни — Глория
4. 1974 — Все улики против него — Надя Мугуре
5. 1975 — Здравствуйте, я ваша тётя! — Бетти, возлюбленная Джеки Чеснея
6. 1975 — Что с тобой происходит? — Вера Николаевна, учительница литературы
7. 1976 — Честное волшебное — эпизод
8. 1979 — Утренний обход — Ниночка
9. 1981 — Троянский конь — Ягодка
10. 1983 — Признать виновным — официантка
11. 1984 — Приказано взять живым — Орлова
12. 1988 — Не забудь оглянуться — жена замполита